# Nisporeni
Nisporeni este un oraș în partea centrală a Republicii Moldova, reședința raionului cu același nume. 
Distanța până la cea mai apropiată stație de cale ferată Bucovăț – 36 km. Distanța până la traseul național auto din apropiere – 22 km. În oraș se află cea mai mare cruce din Republica Moldova.

## Istorie
Prima atestare documentară a localității Nisporeni este reflectată în cartea de hotar semnată de domnitorul Moldovei Gaspar Vodă la 4 ianuarie 1618. Conform datelor unei numărări din secolului al XVIII-lea în Nisporeni erau 73 de case și bordeie. Ocupația de bază a localnicilor era agricultura și vităritul. O ramura aparte era cultivarea viței de vie și pomicultura. Tradițional se cultiva grâu, porumb și cartofi. Ramura zootehnică era reprezentată prin creșterea vitelor mari cornute, cailor, oilor, caprelor și porcinelor. Industria și economia satului era slab dezvoltată și legată doar de prelucrarea produselor agricole.

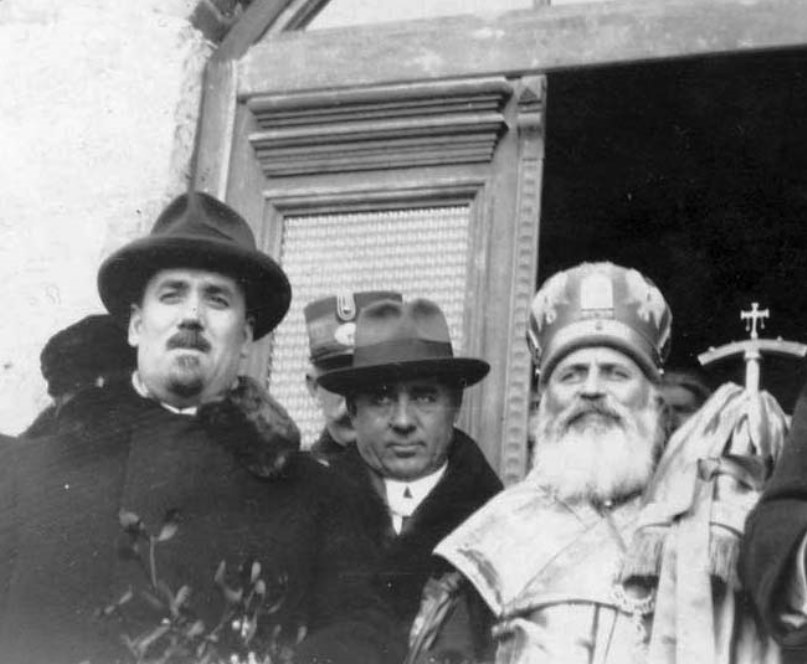
Pan Halippa (stânga), Ștefan Holban și mitropolitul Gurie Grosu, prezenți la un eveniment religios în Nisporeni, 1930.

În noiembrie 1819, în satul țarist pe atunci, este sfințită noua biserică a localității, cu hramul Sf. Voievozi. La nivelul anului 1868 în Nisporeni erau 4 uscătorii de fructe, 20 mori de vânt, 3 mori cu cai, 340 de crame și teascuri, un atelier de produs butoaie. Potențialul înalt eolian și existența morilor de vânt din secolul al XIX-lea au stat la baza elaborării stemei și drapelului orașului în 2005. Către anul 1875 populația Nisporenilor era de 3.532 oameni, inclusiv 1.840 bărbați.
În secolul XX localitatea s-a dezvoltat într-un ritm rapid: în anul 1907 s-a înființat o stație telefonică, iar în 1931 s-a deschis o grădiniță-creșă pentru copii. În anul 1938 în urma alunecărilor de teren, Guvernul României a alocat mijloace pentru construcția de case noi. Așa a luat ființă satul Ștefan cel Mare, astăzi cartierul Satul - Nou.
În anul 1940, pentru o perioadă scurtă, orașul Nisporeni devine centru administrativ al raionului cu același nume, ca să revină la acest statut în 1967. În 1957 s-a deschis școala muzicală, din 1974 funcționează școala de pictură. În perioada anilor 1960-1970, se construiesc mai multe edificii sociale (câteva școli,  grădinițe și un spital). Către sfârșitul anilor 1980 în oraș funcționau mai multe întreprinderi industriale:  2 fabrici de vinuri, o fabrică de lactate, una de conserve, o fabrică de producere a cărămizilor, o mini-fabrică de confecții, câteva organizații mari de construcții și o puternică bază auto. În anii 1989-1990, în oraș s-au desfășurat mai multe cenacluri și manifestații de renaștere națională. În perioada de tranziție, majoritatea întreprinderilor și-au redus esențial volumul de producție, iar unele și-au întrerupt activitatea. Perioada dată s-a caracterizat cu migrația masivă a populației peste hotare și reducerea numărului de locuitori, scăderea nivelului de trai.
Începând cu anii 2002-2003, în oraș încep să se dezvolte noi afaceri, grație surselor financiare parvenite de peste hotare de la cetățenii orașului.

### Perspective de dezvoltare în viitor
Dezvoltarea orașului poate fi văzută prin prisma intensificării relațiilor de cooperare transfrontalieră cu România. Acest fapt poate fi realizat prin construcția căii ferate Bucovăț-Leușeni-Huși, care deja se află pe agenda de lucru a autorităților publice centrale. O altă posibilitate o reprezintă participarea mai activă a orașului în cadrul Euroregiunii Siret-Prut-Nistru și aplicarea la programul Bună Vecinătate cu partenerii din România.

## Geografie

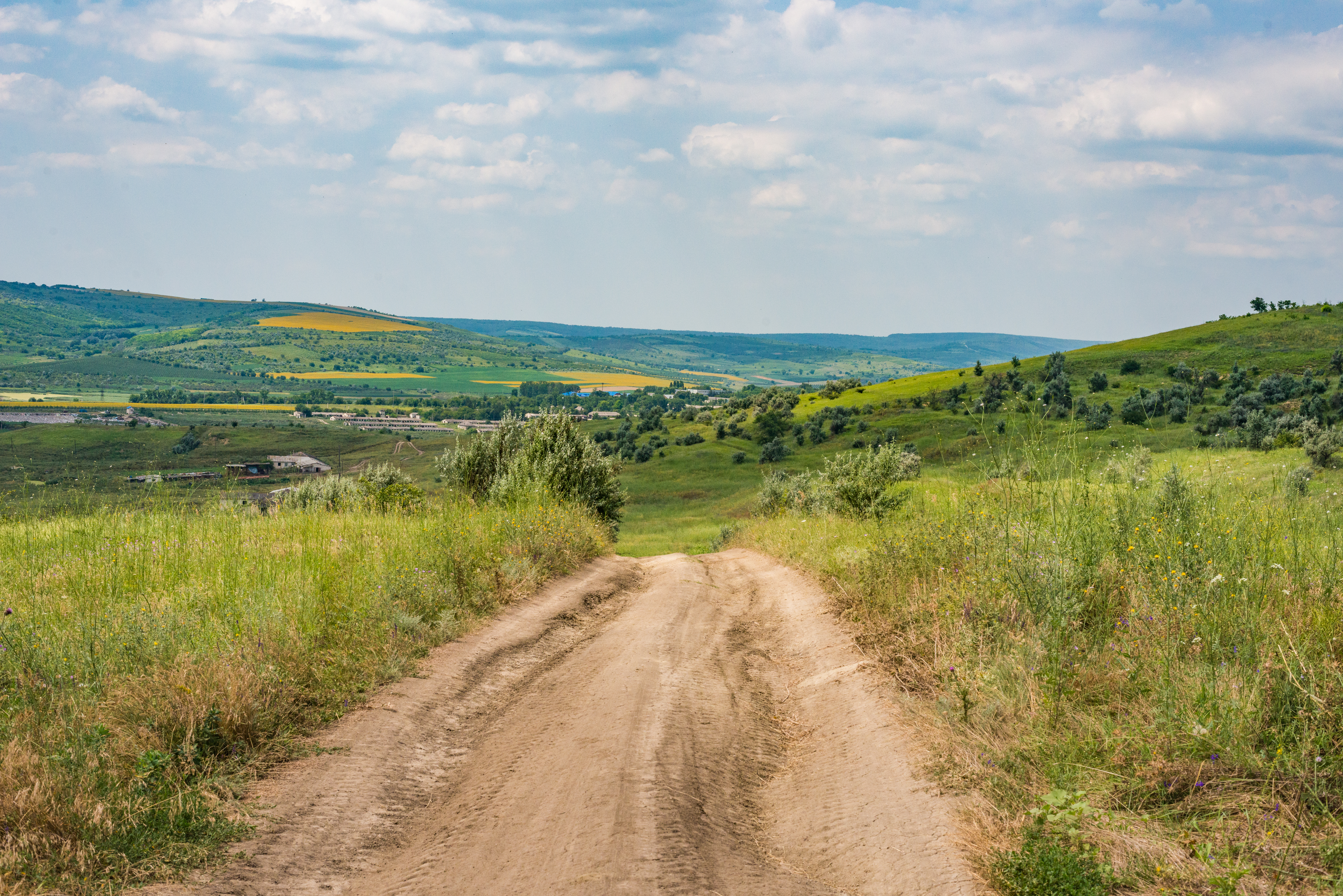
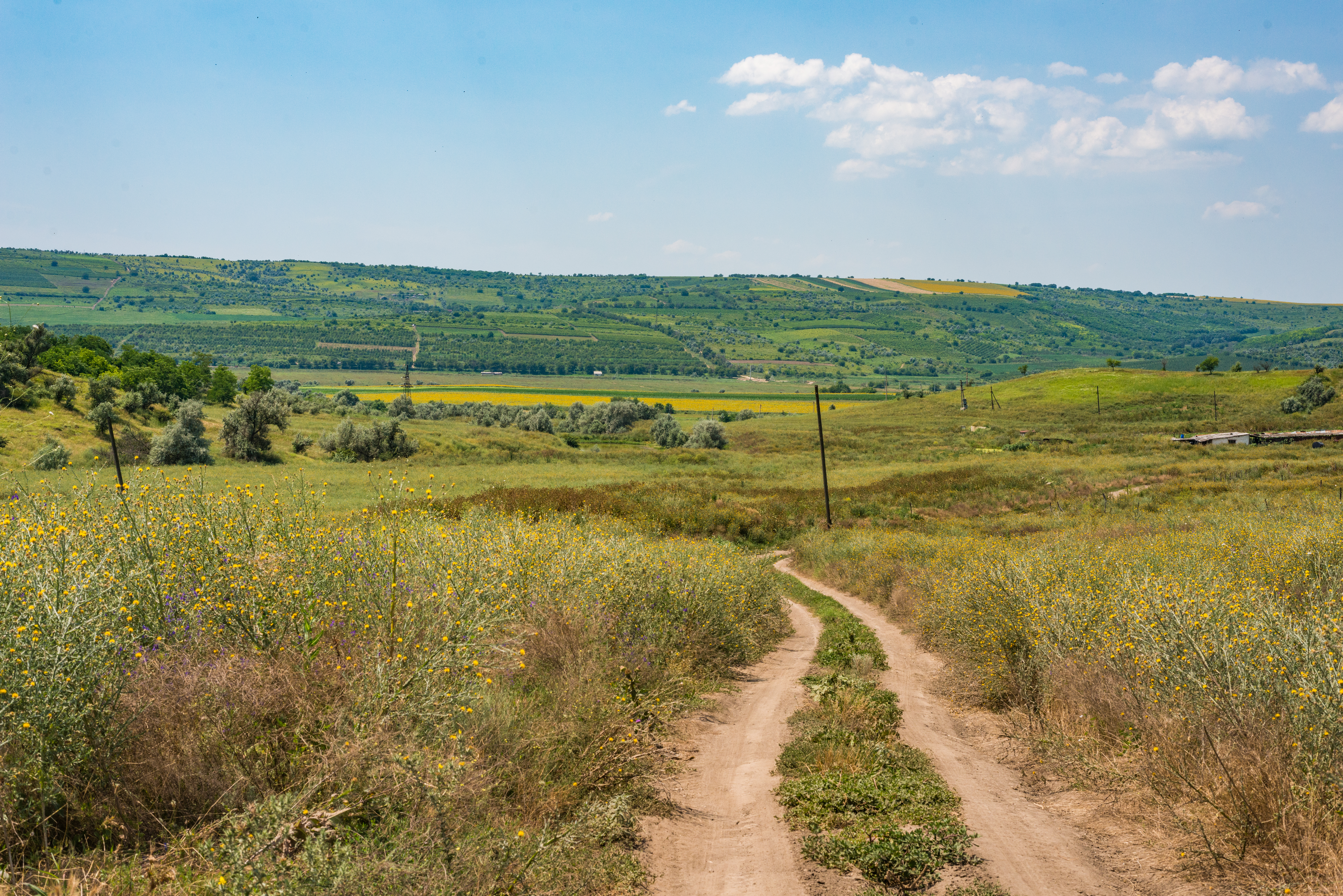
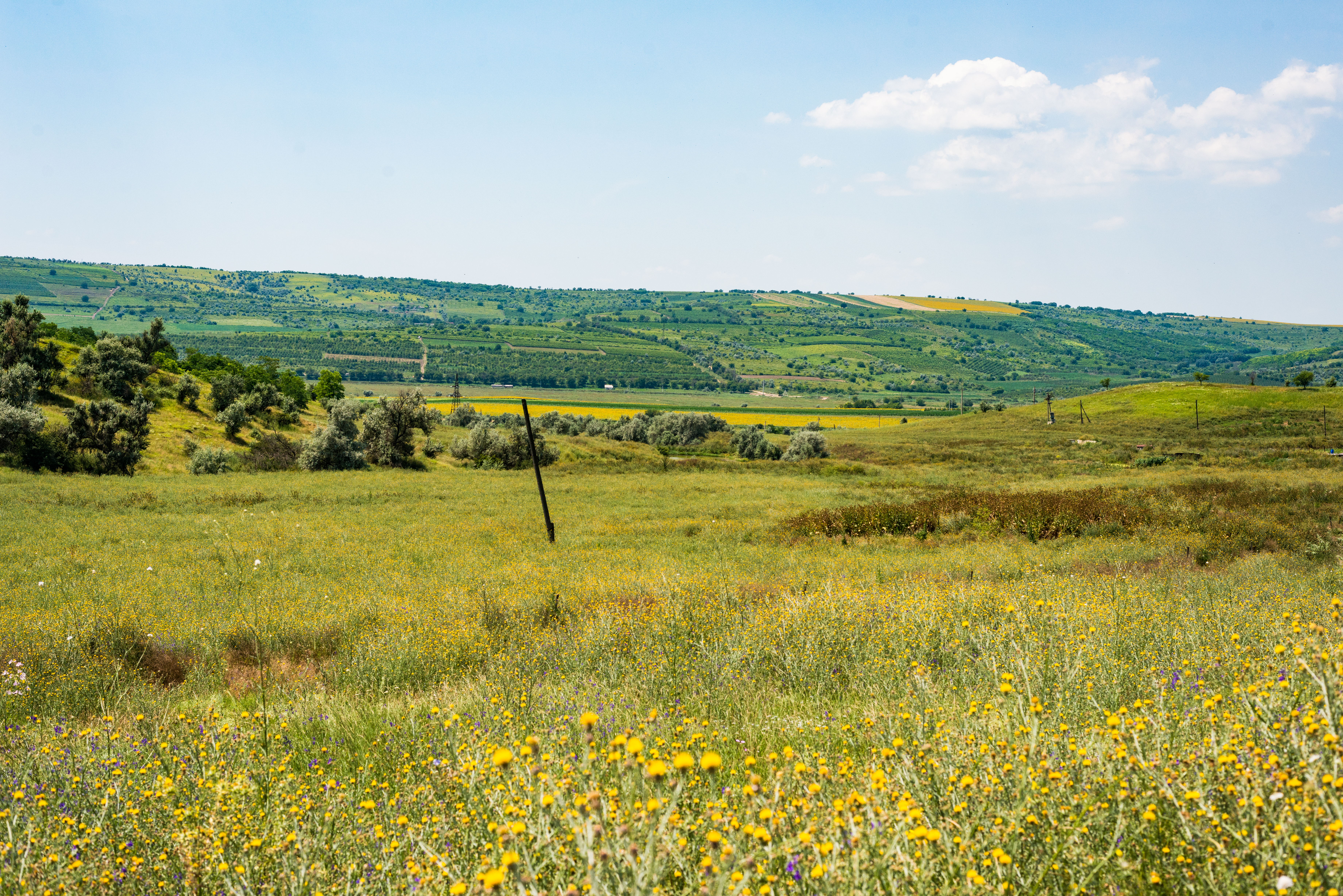
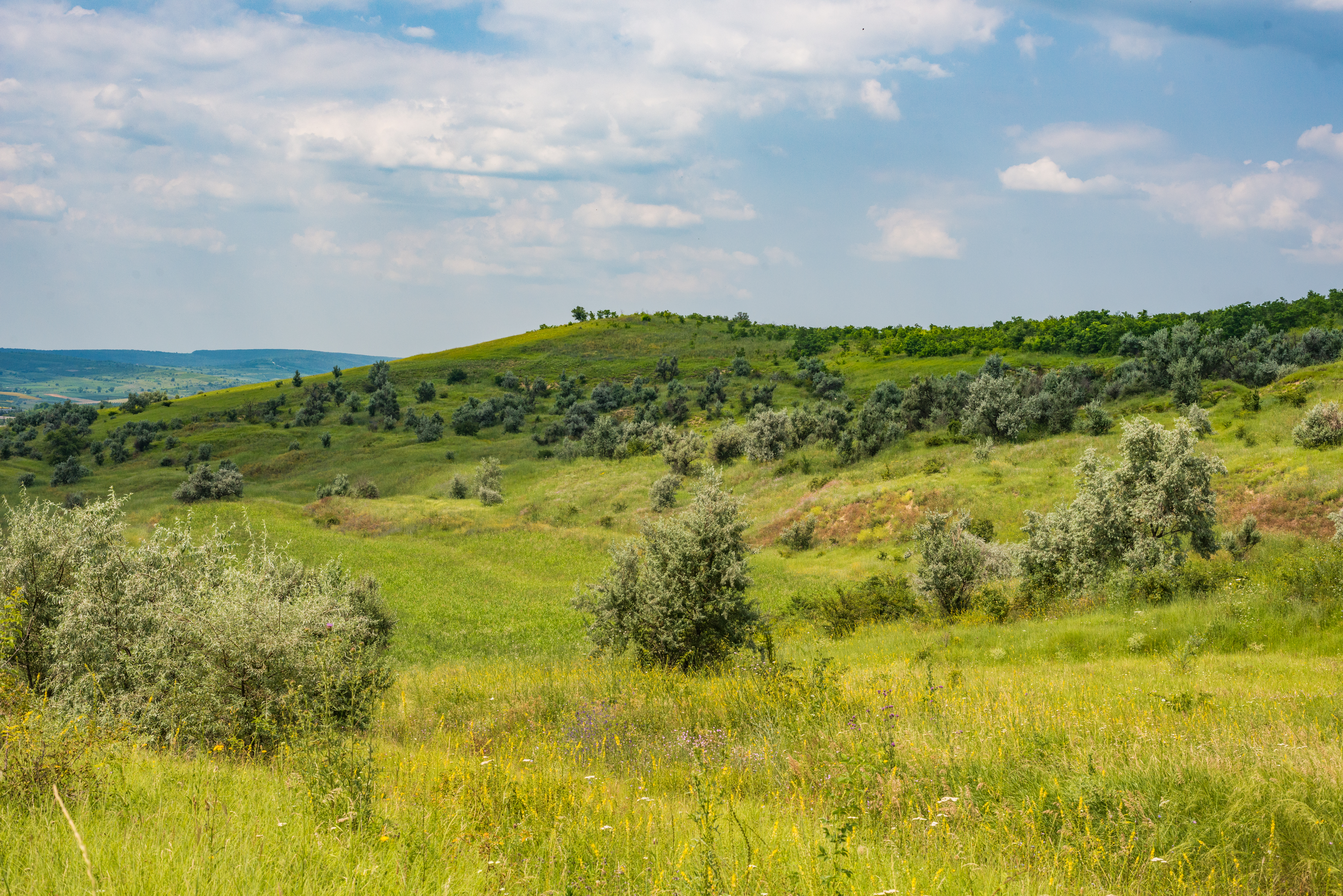
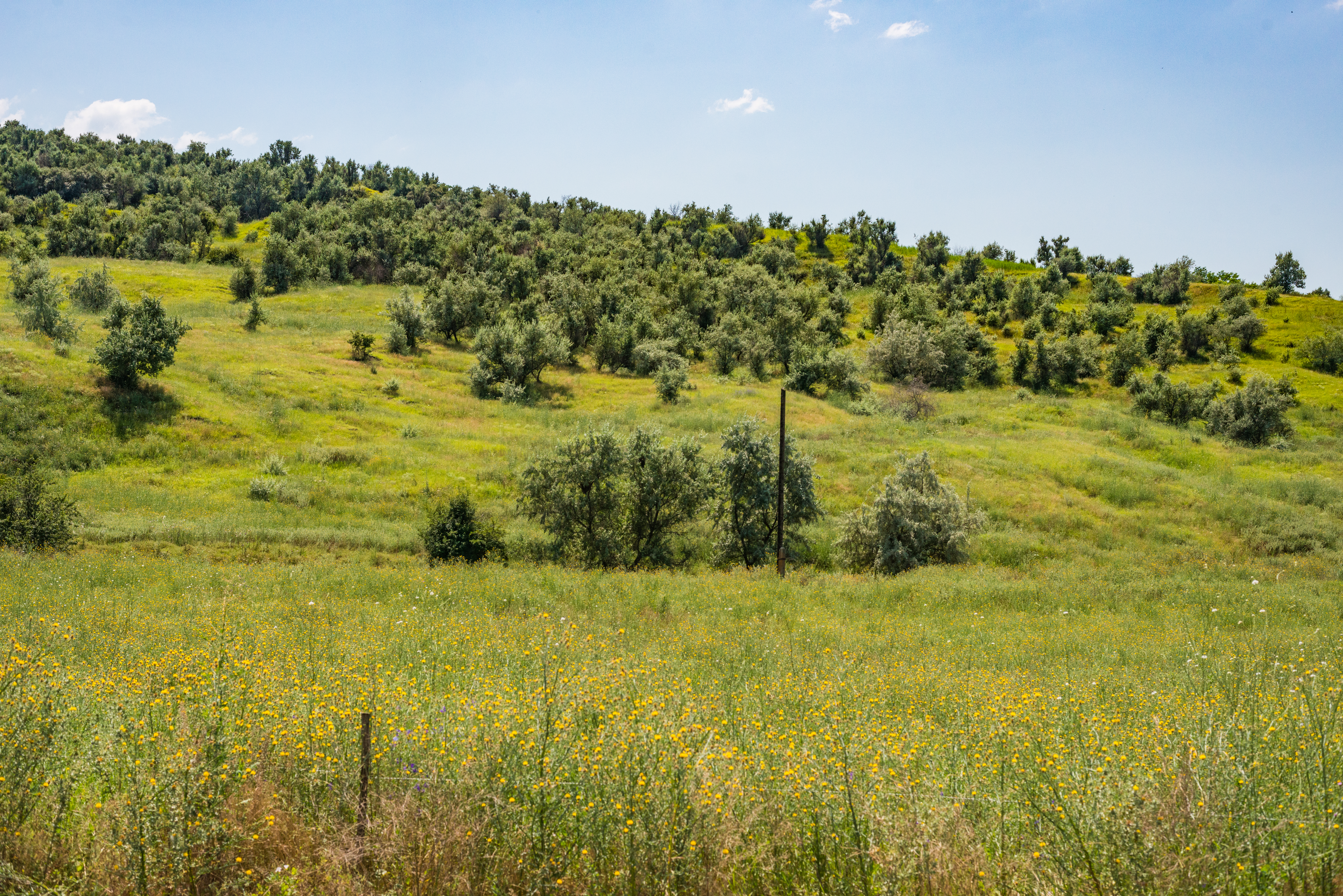
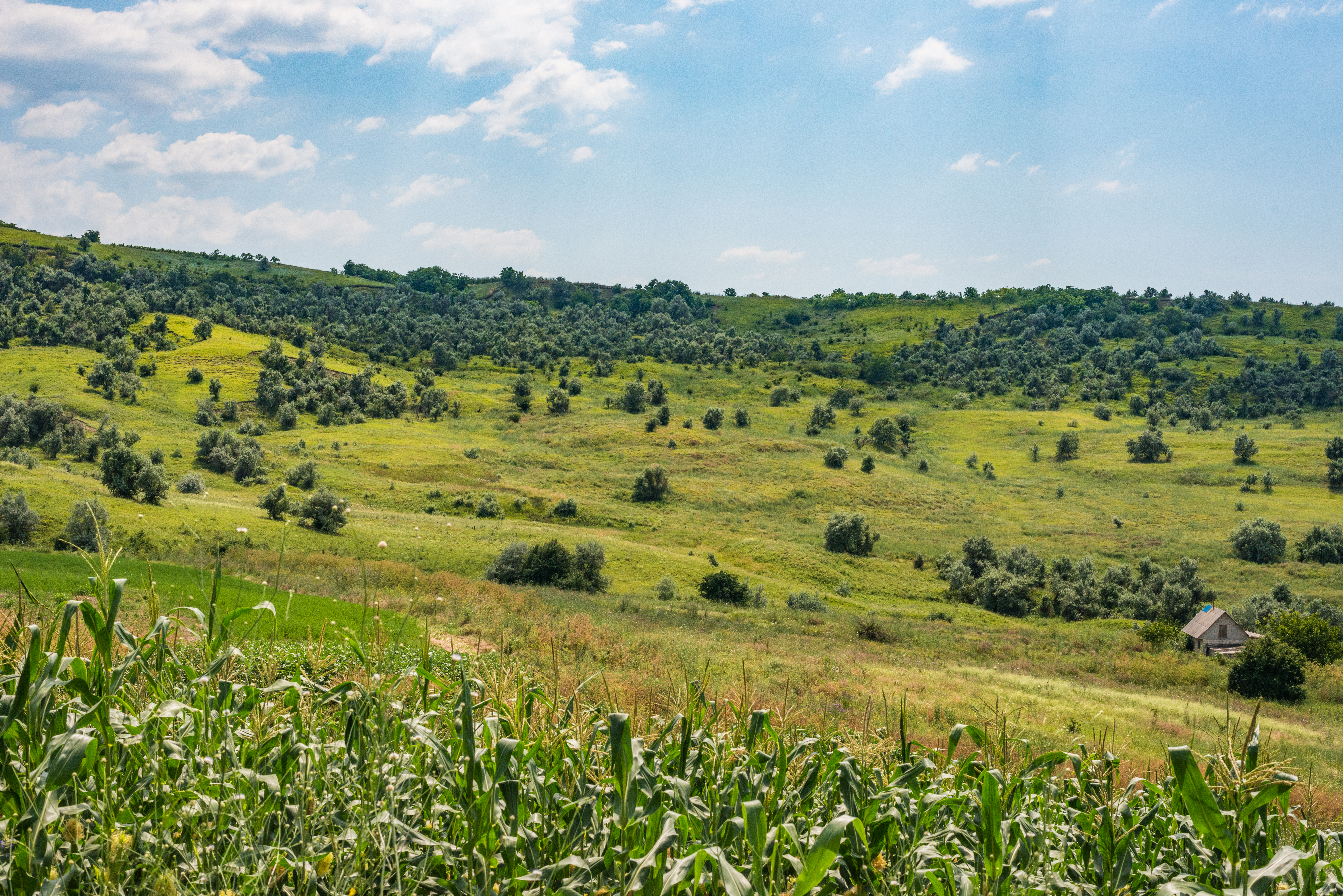
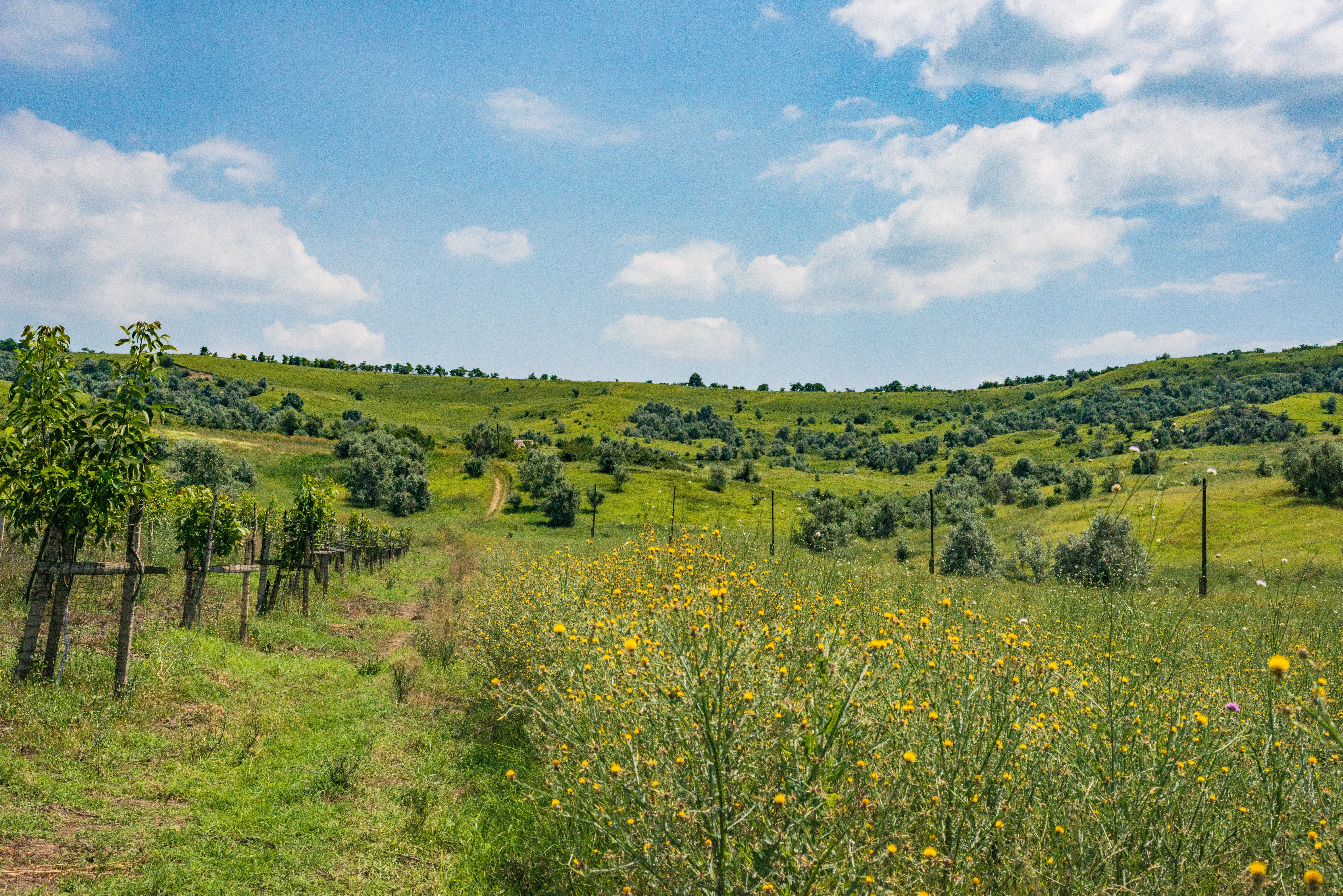

Orașul Nisporeni este situat în cel mai mare defileu al Republicii Moldova, pe câteva coline, de-a lungul râului Nârnova, afluent al Prutului. La 6 km sud de oraș, pe malul stâng al Nârnovei, este amplasat hârtopul de lângă orașul Nisporeni, arie protejată din categoria monumentelor naturii de tip geologic sau paleontologic. La sud-est, este amplasată Vila Nisporeni, o arie protejată din categoria rezervațiilor peisagistice.
Orașul se află într-o zonă pitorească din Codrii Moldovei în partea de vest a țării, la 70 km de la capitală și 12 km de la frontiera cu România. Are o suprafață de 14 km² și o densitate de 865,2 de locuitori pe km².
Peisaje de lângă Nisporeni

## Demografie
Populația orașului a scăzut de la 15.700 de locuitori (în 1989) la 12.113 de locuitori (în 2004). În prezent (2006) se estimează că locuiesc 11.319 de persoane în oraș. Cca. 98% din locuitori sunt moldoveni/români – cea mai înaltă rată pe țară.
Veniturile mici și lipsa locurilor de muncă au determinat pe mulți oameni să lucreze peste hotare, declanșând o emigrație puternică (în Federația Rusă, Italia, Portugalia, Grecia ș.m.a.), mai ales a persoanelor bine calificate. Acestui fenomen i se adaugă și natalitatea redusă. Astfel micșorarea numărului populației cu accentuarea tendințelor de dezurbanizare reprezintă cea mai mare problemă a orașului. Problema se agravează și prin faptul că multe familii plecate își iau cu ei copiii, reîntoarcerea acestora înapoi în localitatea natală fiind incertă.

### Structura etnică
Structura etnică a orașului conform recensământului populației din 2004:
| Grup etnic         | Populație | % Procentaj |
| ------------------ | --------- | ----------- |
| Moldoveni / Români | 11.805    | 97,52%      |
| Ruși               | 150       | 1,24%       |
| Ucraineni          | 83        | 0,68%       |
| Țigani             | 26        | 0,21%       |
| Alții              | 41        |             |
| Total              | 12.105    | 100%        |

### Religia

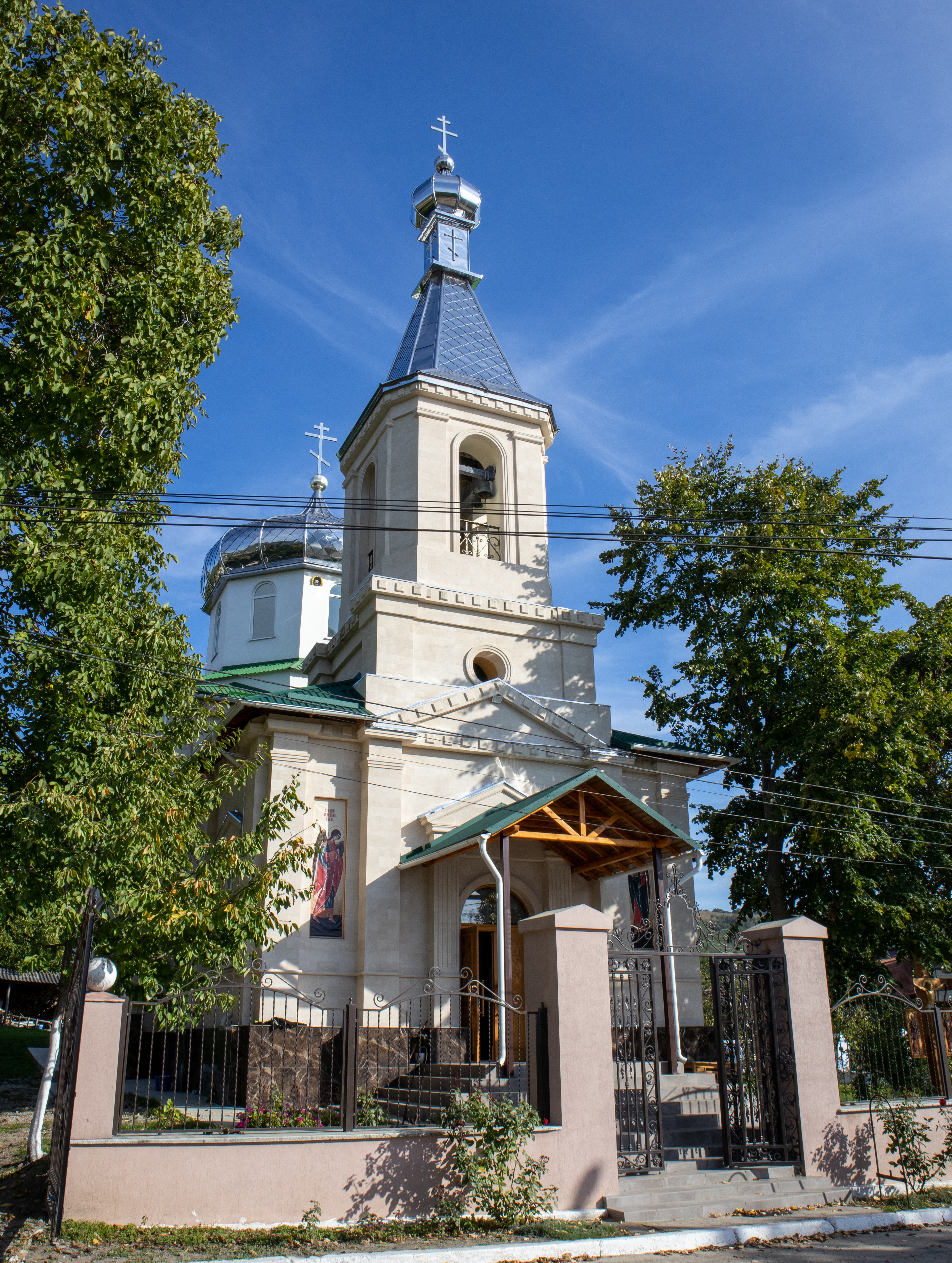
Biserica „Sf. Arhangheli Mihail și Gavriil” din oraș, monument ocrotit de stat.

Unul din cele mai marcante evenimente ale istoriei localității este acordarea orașului statutului de scaun episcopal. Acest eveniment s-a produs în noiembrie 2005 odată cu hirotonia arhimandritului Petru de la Mănăstirea Hîncu, în postul de episcop de Nisporeni, vicar al Mitropoliei Chișinăului și a întregii Moldove. Orașul dispune de 3 biserici. Prima a fost construită în 1816, iar a doua  în anii 1860 și ambele poartă numele „Sf. Arhangheli Mihail și Garviil”. Astfel Hramul localității este pe 21 noiembrie - de ziua Sf. Arhangheli. În toamna anului 2005 Biserica devine catedra episcopului-vicar Petru. A treia biserică Adormirea Maicii Domnului are o istorie recentă, fiind zidită în 2000 în sectorul Nisporenii Noi cu efortul localnicilor.
În perspectivă, în centrul orașului se preconizează de a fi construită o catedrală, unde va avea reședință episcopul.
Crucea Mântuirii Neamului Românesc, cea mai mare din Republica Moldova, a fost dezvelită pe 28 august 2011.

## Administrație și politică
Primarul orașului Nisporeni este Dan Negel (Partidul Acțiune și Solidaritate), ales în noiembrie 2023.
Componența Consiliului local Nisporeni (23 de consilieri), ales la 5 noiembrie 2023, este următoarea:
|  | Partid                                        | Consilieri | Componență | Componență | Componență | Componență | Componență | Componență | Componență | Componență | Componență | Componență | Componență | Componență |
|  | --------------------------------------------- | ---------- | ---------- | ---------- | ---------- | ---------- | ---------- | ---------- | ---------- | ---------- | ---------- | ---------- | ---------- | ---------- |
|  | Partidul Acțiune și Solidaritate              | 12         |            |            |            |            |            |            |            |            |            |            |            |            |
|  | Partidul Social Democrat European             | 9          |            |            |            |            |            |            |            |            |            |            |            |            |
|  | Partidul Dezvoltării și Consolidării Moldovei | 1          |            |            |            |            |            |            |            |            |            |            |            |            |
|  | Candidat independent VASILE CANUDA            | 1          |            |            |            |            |            |            |            |            |            |            |            |            |

### Simboluri
Stema: În câmp albastru, o moară de vânt, de argint, așezată pe talpa scutului, partiționată în tablă de șah, aur și negru. Scutul timbrat de o coroană murală de aur cu trei turnuri.
Drapelul orașului Nisporeni reprezintă o pânză dreptunghiulară (2:3) albastră, cu o talpă (1/4 h) tăiată în două brâie, galben și negru, purtând în mijloc, așezată pe talpă, o moară de vânt, albă.
Semnificație: Moara de vânt simbolizează faptul că zona orașului Nisporeni este una din cele mai bătute de vânt din Basarabia, energia eoliană aici putând fi cu succes folosită la producerea energiei electrice. În trecut pe dealurile din preajma orașului au fost atestate circa 20 de mori de vânt. Acest aspect al localității este una de individualizare a localității. Moara este plasată într-un cadru natural – albastru, deoarece albastrul este culoarea heraldică a cerului, aerului, vântului. Talpa scutului este cel de-al doilea element specific pentru localitate, bazat pe etimologia populară a numelui orașului. Partiționarea tălpii în tablă de șah, de aur și negru, a fost folosită în calitate de arme grăitoare. Pătratele de aur și negre semnifică cristalele de nisip. Aurul (galbenul) simbolizează culoarea naturală a nisipului, iar negrul invocă denumirea heraldică a culorii negre în limba franceză – sable, adică nisip.
Coroana murală de aur cu trei turnuri, care timbrează scutul heraldic, marchează statutul de oraș-reședință de raion. 
Drapelul a fost elaborat în baza stemei.

## Economie
Condițiile climaterice și specificul localității a determinat specializarea orașului în sectorul agroalimentar (agricultura și prelucrarea producției agricole). Potențialul economic se bazează pe activitatea întreprinderilor de vinificație, prelucrarea fructelor, salamuri și prelucrarea cărnii, confecții. Creșterea transferurilor de peste hotare a condus la lansarea de noi afaceri și diversificarea activității economice.
Astfel în oraș au fost lansate trei întreprinderi de construcții, iar nu demult și o mică fabrică de mobilă și de materiale de construcții. În oraș funcționează cca. 100 de magazine mici și o piață. Sectorul de alimentație publică de asemenea cunoaște o anumită dezvoltare prin deschiderea a două restaurante. De asemenea în oraș a fost deschis un atelier mic de confecționare a măștilor. Totodată în oraș există o instituție de cazare publică de tip hotel.
Infrastructura financiară este formată de reprezentanțele a 4 bănci comerciale și o companie de asigurări. Chiar dacă economia se află în faza de relansare, în oraș nu sunt create suficiente locuri de muncă și este destul de ridicat numărul șomerilor (peste 600). Aceasta generează emigrarea forței de muncă peste hotare, estimată la 2.000 de persoane.

### Producția vinului
Orașul este inclus în Programul Național pentru zona de Centru. Localitatea este înconjurată de impunătoare suprafețe de vii (aproximativ de 700 ha), principalele soiuri de vie fiind cele albe (Aligote, Sauvignon, Chardonnay). În oraș funcționează două întreprinderi de prelucrare a strugurilor: „Nis-Struguraș” SA și „Sanis Vin” SRL.
„Nis-Struguraș” SA a fost dată în exploatare la sfârșitul anilor 1980. La combinat se prelucrează și îmbuteliază brandy, vinuri tari, vinuri seci, spumant. Compania DK-Intertrade SRL din Federația Rusă a devenit din 2004 noul proprietar. „Sanis Vin” SRL este o fabrică mai veche și se ocupă de prelucrarea inițială.

## Infrastructura locală și socială

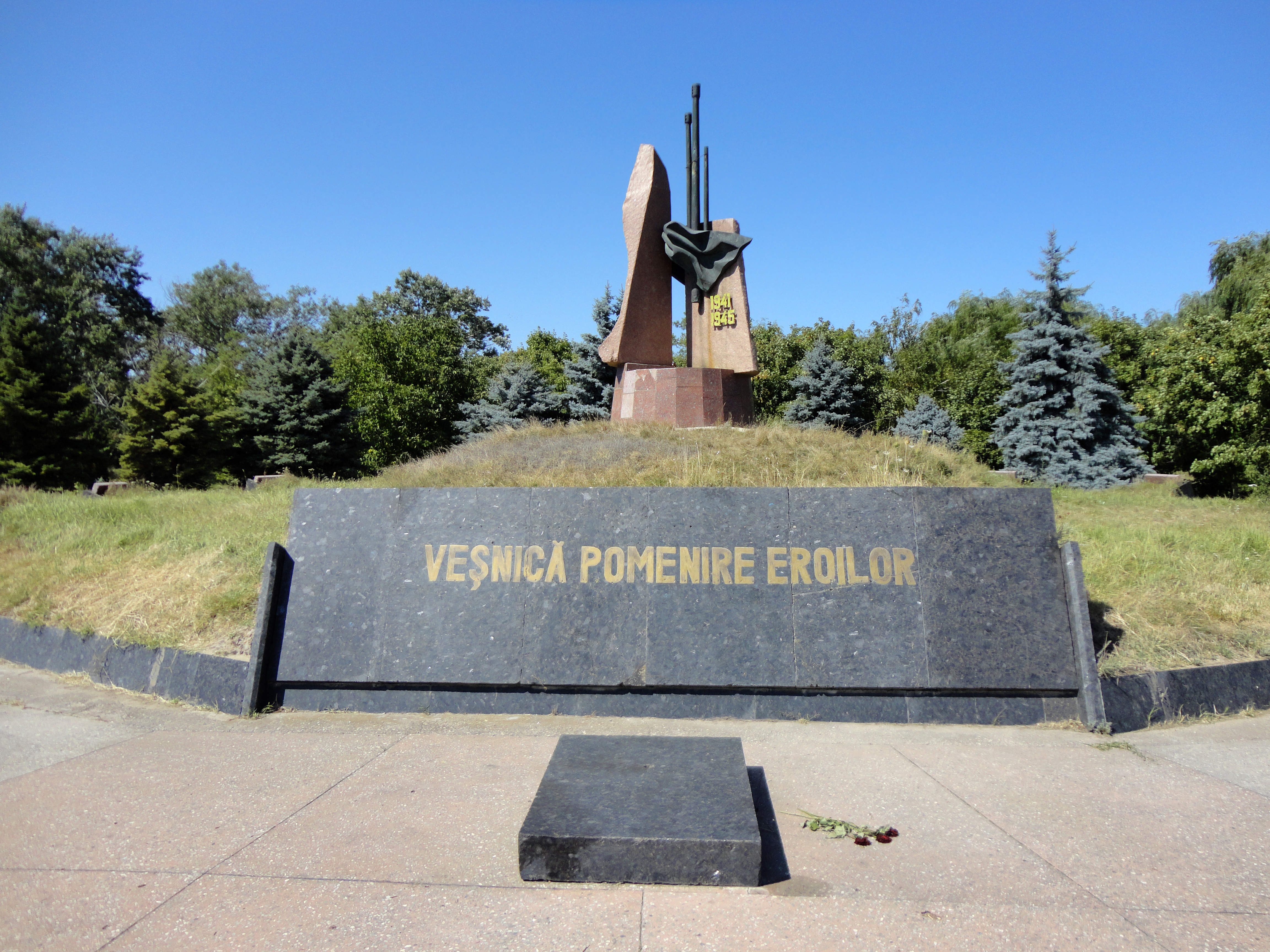
Monument dedicat victimelor din Al Doilea Război Mondial

Lungimea totală a străzilor este de 53,6 km, inclusiv 16,6 km cu acoperire rigidă și 12,8 km cu acoperire îmbunătățită. Orașul dispune de sistem centralizat de aprovizionare cu apă și de sistem de canalizare. Lungimea totală a apeductului din oraș este de 19,5 km, a rețelei de canalizare de 9,2 km.
Populația orașului Nisporeni constituie 17.890 persoane dintre care populația în vârstă aptă de muncă este de 11.075 persoane. 
Sistemul de învățământ este format din 8 instituții cu o capacitate de 2.616 locuri, inclusiv o școală medie de cultură generală și două licee „B.Cazacu” și „M.Eliade”. În sistemul de învățământ sunt angajați 168 persoane. Sistemul de ocrotire a sănătății este asigurat de spitalul raional, centrul medicilor de familie și stația de urgență în care sunt antrenați 55 medici. Infrastructura culturală este formată din 5 biblioteci, o casă de cultură și un muzeu local. În oraș există un post de televiziune locală și un ziar local. Pe teritoriul orașului sunt 5 obiecte sportive, inclusiv un stadion.

### Transport
Localitatea nu dispune de cale ferată și distanța până la cea mai apropiată stație (orașul Bucovăț) este de 36 km, iar până la cel mai apropiat traseu internațional auto (Chișinău-Leușeni) de 22 km.

## Cultură
În localitatea Nisporeni activează două biblioteci: Biblioteca Publică Raională și Biblioteca pentru copii.  

## Sport
În oraș activează clubul de fotbal Speranța Nisporeni, de asemenea secția de lupte libere și clubul de taekwan-do Elohim.

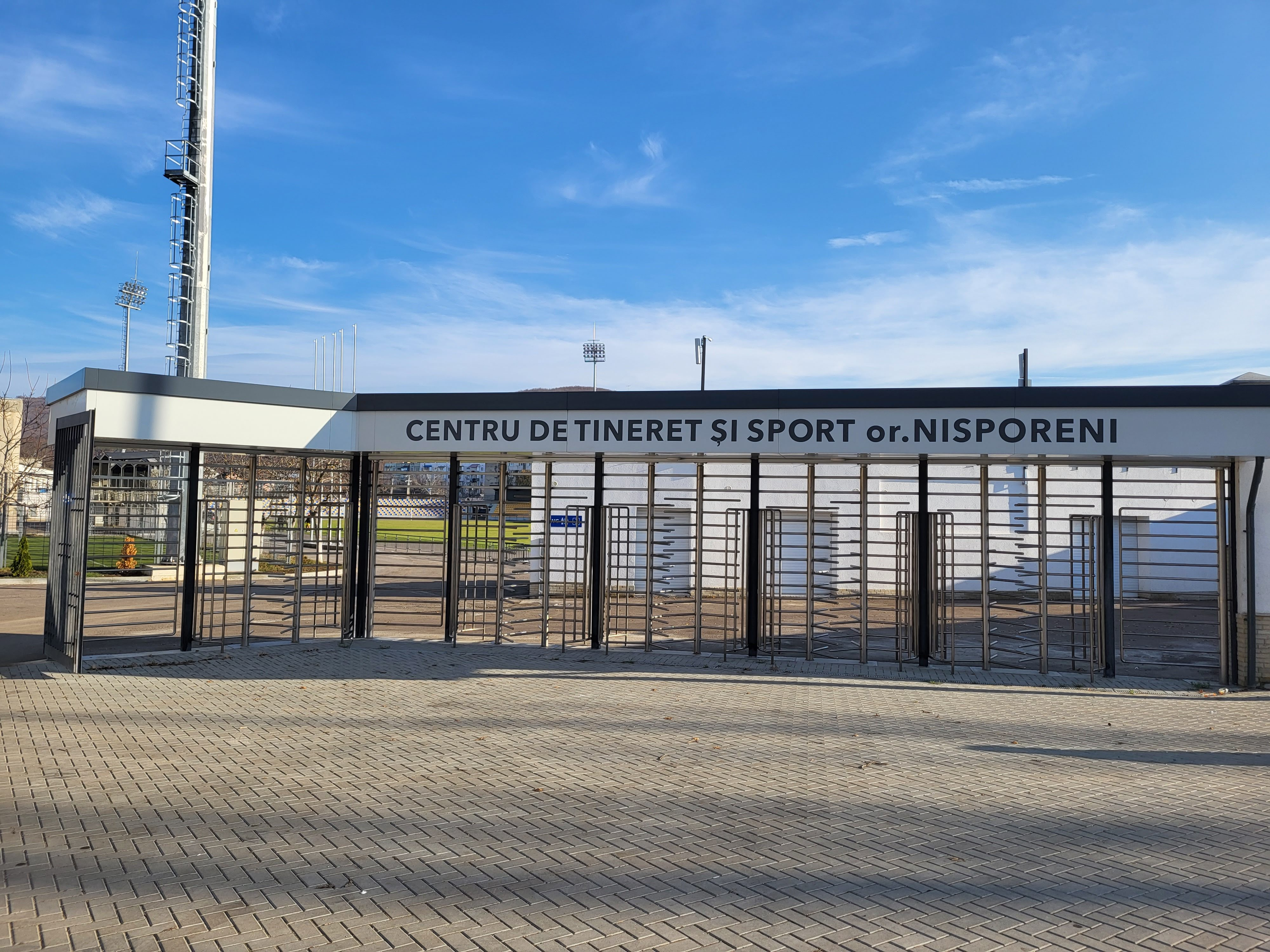
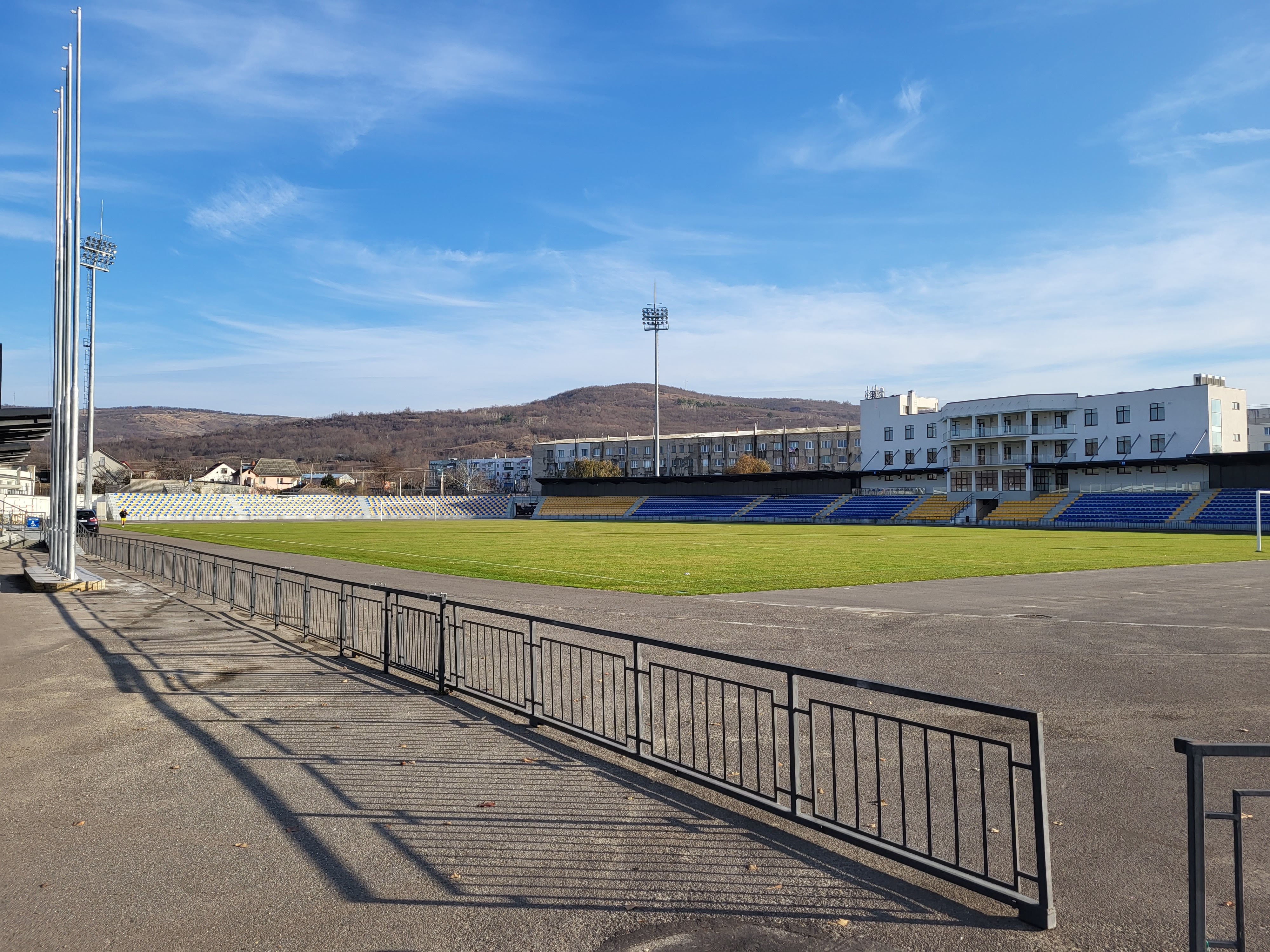
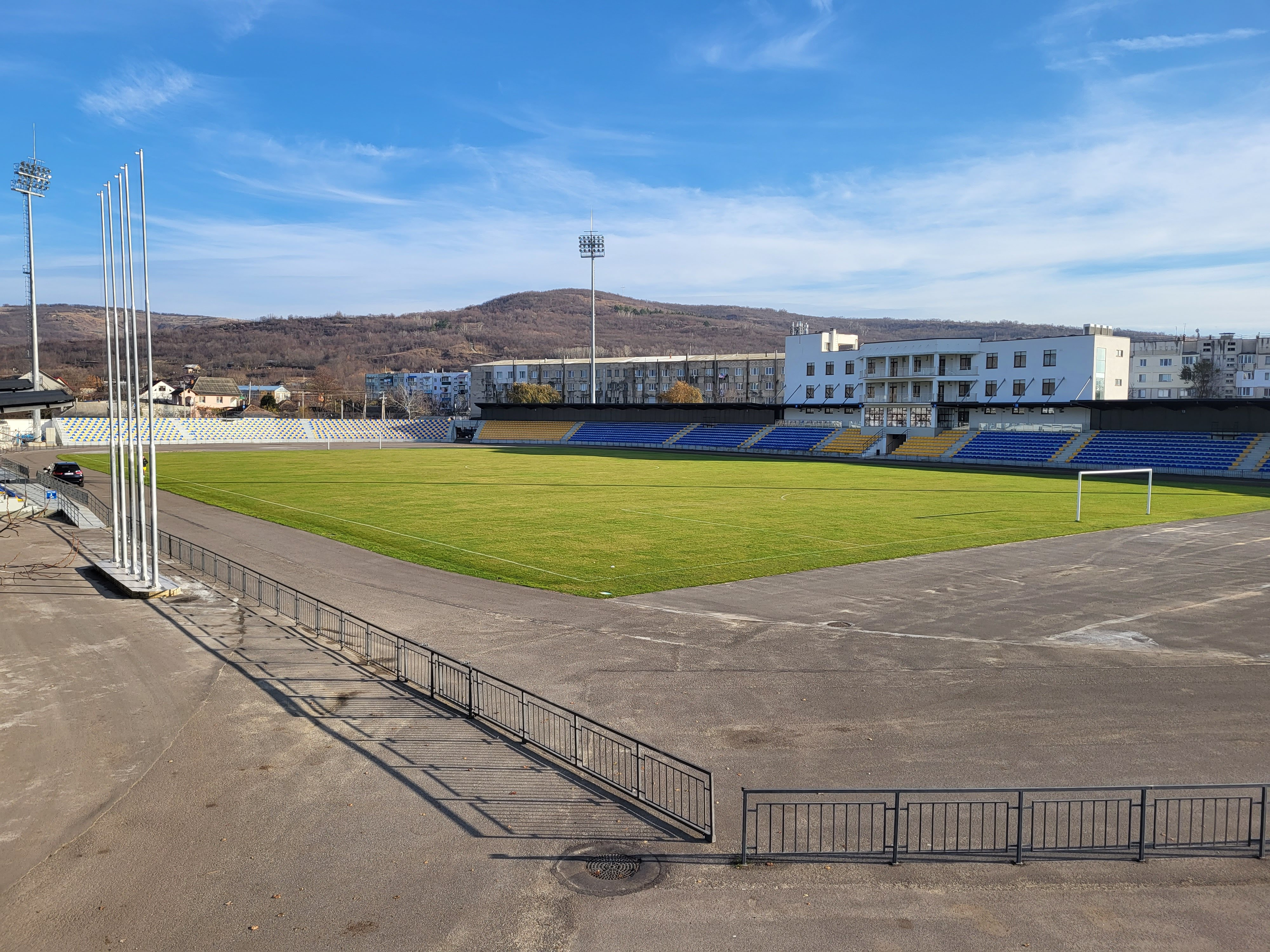
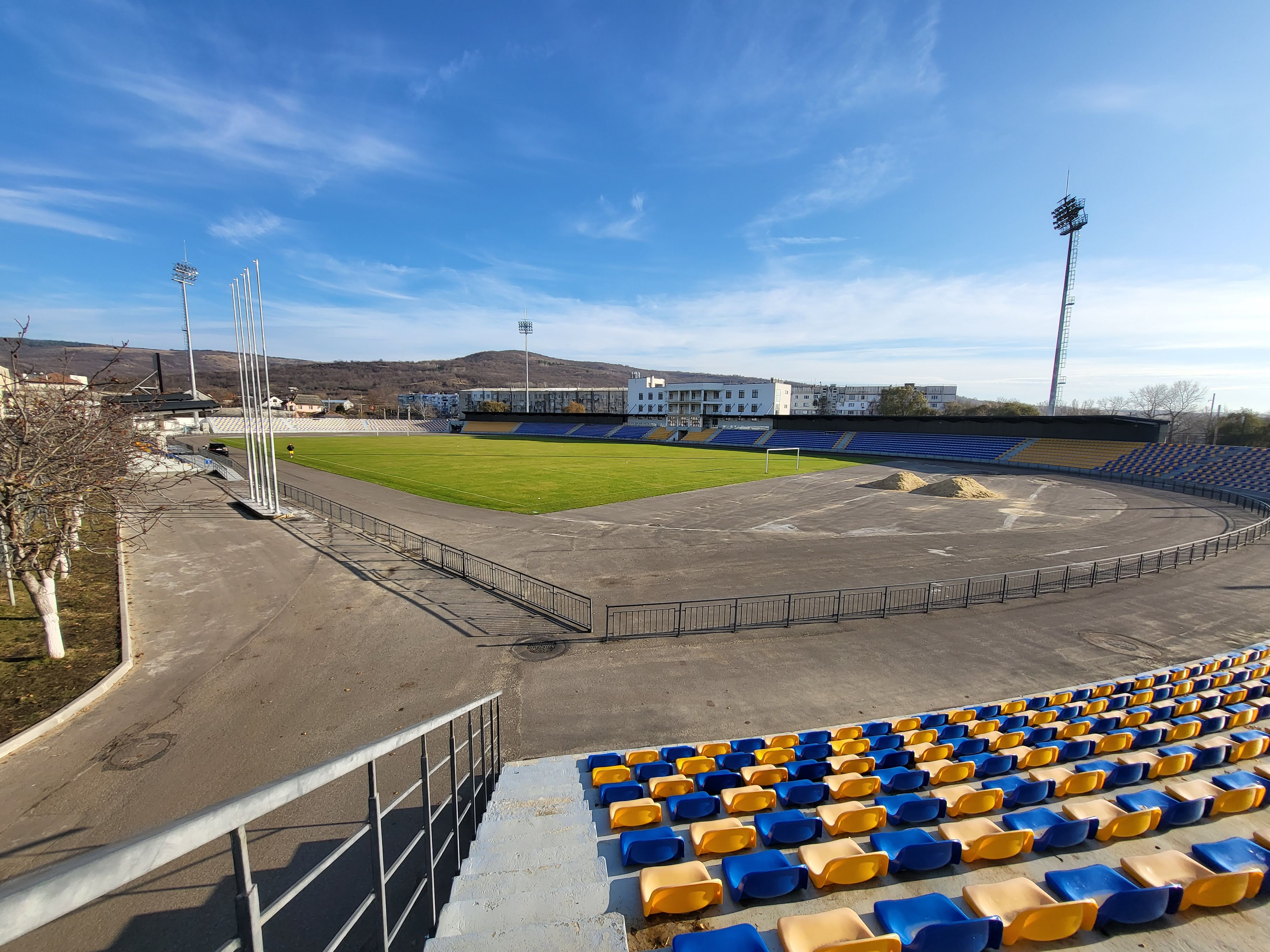

Centrul de tineret și sport

## Cooperare internațională
Orașul Nisporeni deține contacte strânse cu trei localități urbane din Europa: două din România – Lugoj, Sângeorz-Băi – și una din Franța – Auch. Legăturile de înfrățire se realizează prin vizite de schimb de experiență, participarea la diferite activități culturale, oferirea de mici donații.

## Personalități

### Născuți în Nisporeni
- Isaak Volman (1872 – 1928), avocat și profesor țarist rus și sovietic;
- Iurie Stoicov (n. 1955), fost deputat în Parlamentul RM;
- Tudor Zbârnea (n. 1955), pictor;
- Igor Ursenco (n. 1971), poet, filozof, pedagog, jurnalist și traducător;
- Vasile Bîtca (n. 1971), politician;
- Vitalie Pîrlog (n. 1974), jurist, doctor în drept și politician;
- Anatolie Guidea (n. 1977), luptător moldovean și bulgar;
- Vladimir Andronachi (n. 1980); politician;
- Ivan Guidea (n. 1988), luptător român;
- Anatol Chirinciuc (n. 1989), fotbalist;
- Marin Robu (n. 2000), halterofil.

### Au locuit în Nisporeni
- Paramon Lozan (1910–1941), profesor de liceu și director de gimnaziu, umanist și erou, „Drept între popoare”
- Iacov Godelman (n. 1933), om de știință sovietic moldovean, geograf și ecolog.
- Ian Raiburg (n. 1952), interpret, „Artist al poporului”
- Igor Bour (n. 1984), sportiv